# 兰吉星
兰吉星马来西亚著名律师。曾在马来西亚首相纳吉·阿都拉萨起诉马华公会前总会长林良实诽谤案中任林良实的代表律师。

## 林良实诽谤案
2015年10月27日，时任马来西亚首相纳吉·阿都拉萨入禀法庭起诉前马来西亚交通部长林良实诽谤，原因是因为林良实于该年10月3日出席一项拉曼大学学院活动时发表有关一个马来西亚发展有限公司丑闻（1MDB）的相关言论，并要求纳吉下台。此后兰吉星成为了林良实的代表律师。10月30日，兰吉星确认，他已接获纳吉起诉林良实诽谤的诉讼副本，并表明林良实已誓言将对抗到底。
2018年5月22日，纳吉撤回诉讼，并同意支付2万5000令吉的堂费。对此兰吉星表示，随着这次诉讼的撤销，以及联邦政权易手，其当事人欣慰自己已获证明清白。
2019年7月29日，纳吉被控7项涉及SRC国际私人有限公司4200万令吉资金案续审，作为控方第55名证人的兰吉星受召出庭供证时证实，纳吉曾在起诉林良实诽谤的一份宣誓书内承认，其个人户头确实曾收到属SRC国际私人有限公司的4200万令吉资金。